# Hendrick Jacobszoon Lucifer
Hendrick Jacobszoon Lucifer (1583 - 1627) was een Nederlands piraat. Zijn bijnaam verwijst naar de gevallen engel Lucifer en werd mogelijk gebruikt omdat hij rook en vuur gebruikte om zijn tegenstanders te verrassen.

## Biografie
In 1627 had Hendrick de leiding over drie kolonistenschepen die naar Guyana voeren, in dienst van de West-Indische Compagnie. Hij werd daarbij begeleid door twee andere piratenkapiteins. Bij de kust van Cuba voeren ze bijna op een Honduraans schatschip, dat een waarde van 1,2 miljoen gulden vervoerde. Hendrick vocht als een leeuw om deze rijkdommen te vergaren (volgens overlevende zeelui), hij zou zeker 10 man hebben omgebracht in man-tegen-mangevechten, waarna hij in zijn nek geraakt werd door een kogel, maar hij vervolgde zijn plundertocht; een tweede kogel raakte hem in zijn borst waardoor hij zijn gevecht moest staken. Wonderwel haalde hij zijn terugtocht naar zijn schip, waarna zijn bemanningsleden het schip helemaal veroverden. Hendrick gaf orders om  alle waardevolle spullen over te laden in zijn schip. Vervolgens ging Hendrik naar zijn hut, waar hij op bed ging liggen en langzaam insliep en overleed aan zijn verwondingen.